# Primeira Divisão de 1973–74
A Primeira Divisão de 1973-74 foi a 40.ª edição do Campeonato Português de Futebol.
Este temporada, representou 16 clubes no campeonato.
Foi o Sporting que ganhou o campeonato. É o décimo quarto título do clube de sua história.

## Os 16 clubes participantes

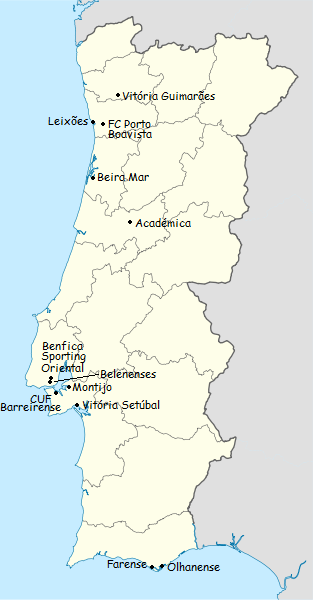
os 16 clubes participantes

| Equipa            | Participações    | Cidade     | No campeonato desde | Época 1972/1973 |
| ----------------- | ---------------- | ---------- | ------------------- | --------------- |
| Benfica           | 40 participações | Lisboa     | 1934/1935           | 1°              |
| Belenenses        | 40 participações | Lisboa     | 1934/1935           | 2°              |
| FC Porto          | 40 participações | Porto      | 1934/1935           | 4°              |
| Sporting          | 40 participações | Lisboa     | 1934/1935           | 5°              |
| Académica         | 38 participações | Coimbra    | 1973/1974           | segunda divisão |
| Vitória Setúbal   | 32 participações | Setúbal    | 1962/1963           | 3°              |
| Vitória Guimarães | 30 participações | Guimarães  | 1958/1959           | 6°              |
| Barreirense       | 23 participações | Barreiro   | 1969/1970           | 10°             |
| CUF               | 21 participações | Barreiro   | 1954/1955           | 8°              |
| Boavista          | 17 participações | Porto      | 1969/1970           | 7°              |
| Leixões           | 17 participações | Matosinhos | 1959/1960           | 9°              |
| Olhanense         | 14 participações | Olhão      | 1973/1974           | segunda divisão |
| Beira Mar         | 6 participações  | Aveiro     | 1971/1972           | 12°             |
| Oriental          | 6 participações  | Lisboa     | 1973/1974           | segunda divisão |
| Farense           | 4 participações  | Faro       | 1970/1971           | 11°             |
| Montijo           | 2 participações  | Montijo    | 1972/1973           | 13°             |

## Classificações
| Pos | Equipa            | J  | V  | E  | D  | GM | GS | Diff | Pts |
| --- | ----------------- | -- | -- | -- | -- | -- | -- | ---- | --- |
| 1   | Sporting          | 30 | 23 | 3  | 4  | 96 | 21 | +75  | 49  |
| 2   | Benfica           | 30 | 21 | 5  | 4  | 68 | 23 | +45  | 47  |
| 3   | Vitória Setúbal   | 30 | 19 | 7  | 4  | 69 | 21 | +48  | 45  |
| 4   | FC Porto          | 30 | 18 | 7  | 5  | 43 | 22 | +21  | 43  |
| 5   | Belenenses        | 30 | 17 | 6  | 7  | 56 | 34 | +22  | 40  |
| 6   | Vitória Guimarães | 30 | 10 | 11 | 9  | 36 | 34 | +2   | 31  |
| 7   | Farense           | 30 | 9  | 8  | 13 | 35 | 38 | -3   | 26  |
| 8   | CUF               | 30 | 8  | 9  | 13 | 33 | 44 | -11  | 25  |
| 9   | Boavista          | 30 | 9  | 7  | 14 | 35 | 43 | -8   | 25  |
| 10  | Académica         | 30 | 8  | 7  | 15 | 29 | 45 | -16  | 23  |
| 11  | Olhanense         | 30 | 8  | 6  | 16 | 35 | 69 | -34  | 22  |
| 12  | Oriental          | 30 | 10 | 1  | 19 | 35 | 79 | -44  | 21  |
| 13  | Beira Mar         | 30 | 7  | 7  | 16 | 34 | 59 | -25  | 21  |
| 14  | Leixões           | 30 | 9  | 3  | 18 | 36 | 56 | -20  | 21  |
| 15  | Barreirense       | 30 | 6  | 9  | 15 | 19 | 42 | -23  | 21  |
| 16  | Montijo           | 30 | 7  | 6  | 17 | 32 | 61 | -29  | 20  |

## Líder por jornada
| Jornadas | Jornadas        | Jornadas        | Jornadas        | Jornadas        | Jornadas        | Jornadas        | Jornadas        | Jornadas        | Jornadas        | Jornadas        | Jornadas        | Jornadas | Jornadas | Jornadas | Jornadas | Jornadas | Jornadas | Jornadas | Jornadas | Jornadas | Jornadas | Jornadas | Jornadas | Jornadas | Jornadas | Jornadas | Jornadas | Jornadas | Jornadas |
| -------- | --------------- | --------------- | --------------- | --------------- | --------------- | --------------- | --------------- | --------------- | --------------- | --------------- | --------------- | -------- | -------- | -------- | -------- | -------- | -------- | -------- | -------- | -------- | -------- | -------- | -------- | -------- | -------- | -------- | -------- | -------- | -------- |
| 1        | 2               | 3               | 4               | 5               | 6               | 7               | 8               | 9               | 10              | 11              | 12              | 13       | 14       | 15       | 16       | 17       | 18       | 19       | 20       | 21       | 22       | 23       | 24       | 25       | 26       | 27       | 28       | 29       | 30       |
| BM       | Vitória Setúbal | Vitória Setúbal | Vitória Setúbal | Vitória Setúbal | Vitória Setúbal | Vitória Setúbal | Vitória Setúbal | Vitória Setúbal | Vitória Setúbal | Vitória Setúbal | Vitória Setúbal | Sporting | Sporting | Sporting | Sporting | Sporting | Sporting | Sporting | Sporting | Sporting | Sporting | Sporting | Sporting | Sporting | Sporting | Sporting | Sporting | Sporting | Sporting |

## Calendário
|                   | SP  | BF  | VS  | PT  | BL  | VG  | FR  | CUF | BV  | AC  | OL  | OR  | BM  | LX  | BR  | MJ  |
| Sporting          |     | 3-5 | 2-1 | 2-0 | 4-1 | 3-0 | 3-0 | 6-0 | 3-1 | 3-0 | 5-0 | 8-0 | 5-2 | 3-0 | 6-1 | 8-0 |
| Benfica           | 2-0 |     | 2-3 | 2-1 | 3-1 | 5-1 | 1-0 | 1-0 | 2-0 | 5-0 | 4-1 | 2-0 | 2-0 | 3-0 | 4-0 | 5-1 |
| Vitória Setúbal   | 1-0 | 2-2 |     | 0-0 | 3-2 | 1-1 | 1-0 | 2-0 | 4-1 | 3-0 | 9-0 | 4-0 | 0-0 | 6-1 | 1-1 | 6-2 |
| FC Porto          | 1-1 | 2-1 | 2-0 |     | 2-0 | 3-0 | 1-0 | 1-1 | 4-2 | 1-0 | 2-0 | 1-0 | 3-0 | 2-1 | 1-0 | 1-0 |
| Belenenses        | 1-0 | 1-2 | 2-1 | 1-0 |     | 2-0 | 3-1 | 2-1 | 4-1 | 6-0 | 3-0 | 3-1 | 4-1 | 4-3 | 1-0 | 3-0 |
| Vitória Guimarães | 0-1 | 0-0 | 1-4 | 0-0 | 1-1 |     | 1-1 | 2-0 | 0-2 | 1-0 | 3-1 | 4-1 | 3-0 | 5-0 | 0-0 | 1-0 |
| Farense           | 0-2 | 0-0 | 0-2 | 2-2 | 2-1 | 2-2 |     | 2-2 | 4-1 | 4-1 | 3-1 | 2-1 | 1-1 | 2-0 | 1-1 | 3-2 |
| CUF               | 0-3 | 0-2 | 2-1 | 0-0 | 0-1 | 1-1 | 0-1 |     | 0-0 | 0-0 | 6-1 | 4-2 | 4-1 | 0-3 | 2-0 | 2-1 |
| Boavista          | 1-1 | 2-0 | 0-1 | 0-2 | 1-1 | 1-1 | 1-0 | 0-1 |     | 2-0 | 2-0 | 3-1 | 2-0 | 2-2 | 2-0 | 4-0 |
| Académica         | 1-3 | 2-0 | 0-3 | 1-1 | 0-0 | 2-1 | 1-0 | 1-2 | 2-1 |     | 1-1 | 3-0 | 1-1 | 2-0 | 6-1 | 1-2 |
| Olhanense         | 1-3 | 1-7 | 0-0 | 2-1 | 2-2 | 0-2 | 1-0 | 2-2 | 2-0 | 0-0 |     | 4-1 | 4-2 | 4-0 | 1-0 | 2-0 |
| Oriental          | 0-7 | 1-3 | 0-3 | 1-3 | 2-3 | 1-0 | 1-0 | 3-2 | 3-1 | 0-3 | 2-0 |     | 0-1 | 3-2 | 2-1 | 1-1 |
| Beira Mar         | 1-1 | 1-1 | 0-3 | 1-2 | 1-2 | 0-1 | 3-1 | 2-0 | 0-0 | 1-1 | 4-2 | 2-3 |     | 3-2 | 3-2 | 3-1 |
| Leixões           | 0-3 | 0-1 | 0-1 | 2-0 | 1-1 | 0-2 | 0-0 | 3-1 | 2-0 | 1-0 | 3-1 | 1-3 | 4-0 |     | 1-0 | 4-2 |
| Barreirense       | 0-3 | 0-0 | 0-0 | 1-2 | 1-0 | 1-1 | 2-1 | 0-0 | 1-0 | 1-0 | 1-1 | 0-1 | 2-0 | 1-0 |     | 1-1 |
| Montijo           | 1-4 | 0-1 | 0-3 | 1-2 | 0-0 | 1-1 | 0-2 | 0-0 | 2-2 | 1-0 | 1-0 | 8-1 | 2-0 | 1-0 | 1-0 |     |

## Melhores Marcadores
| #   | Jogador        | Clube    | Golos |
| 1   | Héctor Yazalde | Sporting | 46    |
| ... | ...            | ...      | ...   |

## Promoções e despromoções 1974/1975
Despromovidos a Campeonato de Portugal de segunda divisão 1974/1975
- Beira Mar
- Barreirense
- Montijo

Promovidos a Campeonato de Portugal de primeira divisão 1974/1975
- Atlético
- União de Tomar
- Sporting Espinho

## Campeão
| Campeonato de Portugal de primeira divisão 1973/1974 |
| ---------------------------------------------------- |
| Sporting 14° Título                                  |